# Direitos LGBT no Afeganistão
Os direitos de pessoas LGBT no Afeganistão enfrentam certos desafios legais e sociais únicos. A homossexualidade e travestismo são considerados crimes graves no Afeganistão, e uma possível punição pode incluir a pena de morte. Em áreas rurais do país, geralmente, os moradores locais tomam a lei em suas próprias mãos. A partir de 2008, parece que a mudança de regime não teve muito impacto sobre o estatuto jurídico de lésbicas, gays e bissexuais no Afeganistão. Em 2012, Nemat Sadat, um ex-professor de ciência política na Universidade Americana do Afeganistão, mobilizou um movimento LGBT e em 22 de agosto de 2013, ele se tornou a primeira figura pública a se assumir como gay em uma campanha pela libertação sexual.

## Atitudes sociais
A população do Afeganistão é composta em mais de 99% por muçulmanos, e a Constituição afegã estipula que o Islã é a religião oficial. A homossexualidade e travestismo são amplamente vistos como atividades tabu e indecentes, devido aos costumes islâmicos tradicionais em matéria de papéis de gênero adequados e conduta sexual.
Quando discutido publicamente, a homossexualidade é frequentemente associada com a prostituição e pedofilia e o nível de consciência sobre a orientação sexual ou identidade de gênero é limitado. Em 2011, repórteres afegãos entrevistaram homens que tinham símbolos LGBT em seus veículos, para descobrir que os homens não tinham conhecimento do significado das bandeiras do arco-íris e das etiquetas, pensando que era apenas mais um modismo ocidental, e começaram a remover rapidamente a arco-íris para evitar ser visto como uma pessoa LGBT ou como defensor dos direitos LGBT.

## Regime do Talibã
Quando o Talibã assumiu o controle do país na década de 1990, passou a criminalizar todas as relações sexuais fora do casamento heterossexual, cometendo a execução pública, muitas vezes, de homens e mulheres que cometessem fornicação e adultério e por envolvimento em sodomia.
Em 1994, o líder supremo do Talibã, mulá Omar, salvou um menino de ser sodomizado por dois generais rivais em Kandahar, e quando ele foi posteriormente dado ao controle da cidade, decretou que tanto violenta quanto mutuamente consensual, a atividade sexual entre pessoas do mesmo sexo seria um dos crimes capitais.

### Práticas homossexuais no Talibã
Em 2009, um estudo solicitado pelas Forças Oficiais Britânicas e Americanas e conduzido pela equipe da pesquisadora Anna Maria Cardinalli relatou comportamentos com tendências homossexuais por parte dos membros do movimento Talibã. O estudo também relata a prática de sequestrar e aprisionar meninos para serem humilhados e estuprados por homens adultos. No mesmo ano, o manual Afghanistan Operational Culture for Deploying Personnel  de autoria do Corpo de Fuzileiros Navais dos Estados Unidos afirma que "o comportamento homossexual é relativamente comum, mas tabu, na zona rural do Afeganistão, porque não há outras saídas para energias sexuais normais". 
O livro Viagem ao Mundo dos Taleban relata a arriscada cobertura no Afeganistão e Paquistão, em 2001, e descreve como as mulheres têm, tradicionalmente, um papel secundário na sociedade Pashtun, que é a etnia predominante entre os talibãs. Historicamente, a primeira geração dos talibãs cresceu separada das mulheres, eram filhos de refugiados da guerra contra a União Soviética, entre 1979 e 1989, e, órfãos que cresceram do lado paquistanês da fronteira. Muitos foram abrigados em internatos religiosos, onde foram acolhidos. Nessas escolas – talibã significa estudante –, eles ficavam separados das meninas.
Este ambiente é relatado como dominado pela relação homossexual entre os professores e os alunos, algo que também é tradicional, sobretudo nas regiões mais isoladas do sul do Afeganistão, em que o prazer muitas vezes acontece entre homens adultos e adolescentes, meninos, uma prática conhecida como bacha bazi.
Após a invasão ao Afeganistão, eles mantiveram essa prática. Segundo o jornalista Lourival Sant'Anna, eles não consideram uma prática homossexual já que cumprem suas "obrigações religiosas": casar com mulheres e terem filhos.
Durante a Guerra Civil Afegã (1996–2001), o bacha bazi.aparentemente foi proibido sob punição de pena de morte de acordo com a lei talibã. A prática da "brincadeira com garotos" é ilegal para a lei afegã, mas as leis raramente são aplicadas contra infratores poderosos e há relatos de que a polícia é conivente com esse tipo de crime.
Em 2007, relatórios afirmaram que a prática do bacha bazi ainda prevalece em partes do norte do Afeganistão. Essa prática envolve meninos adolescentes sendo vestidos com roupas de mulheres e obrigados a participar de competições de dança e praticar atos sexuais.
Sobre a prática entre adultos, Lourival Sant'Anna relatou "Eles apenas praticam, em silêncio. Não diria que chega a ser um tabu, porque eles flertam com os homens, são explicitamente sedutores. E não são só os talibãs. Os mujahedins, que lutaram contra os soviéticos, também tinham essa prática. Eles desfilavam com os tanques soviéticos, que tinham confiscado depois da guerra, maquiavam e desfilavam com os meninos, exibidos como troféus.". 